# Вінтон Серф
Вінтон Ґрей Серф (англ. Vinton Gray “Vint” Cerf; 23 червня 1943 року, Нью-Гейвен, Коннектикут, США) — американський науковець в галузі теорії обчислювальних систем, один з розробників протоколу TCP/IP. Часто в ЗМІ його називають «батьком Інтернету», цей титул він ділить з Бобом Каном. Його внесок був неодноразово визнаний і схвалений наданням почесних звань і присудженням нагород, які включають Національну медаль технологій та інновацій, Премію Тюрінга (2004), Президентську медаль Свободи, членство в Національній інженерній академії США.
На початку 1970-х років Серф разом з Каном став співвинахідником протоколу TCP/IP. У 1976—1982 рр. Вінтон Серф працював керівником проєкту, а згодом керівним науковим співробітником Агентства передових оборонних дослідницьких проєктів США (DARPA), відповідальним за пакетні технології та дослідження у сфері безпеки мереж, у тому числі за проєкт DoD Internet Міністерства оборони США, більш вживана назва якого DoD model (від англ. Department of Defense — Міністерство оборони), практичною реалізацією якої став набір / стек протоколів TCP/IP.
Коли Інтернет почав переростати військову та освітню сферу і набувати комерційного застосування на початку 1980-х років, Серф переходить на роботу в телекомунікаційну компанію MCI Communications, де він відіграв важливу роль у розробці першої комерційної системи електронної пошти (MCI Mail), підключеної до Інтернету.
Серф одним із засновників ICANN (Інтернет корпорація з присвоєння імен та номерів). Він чекав свого часу протягом року, перш ніж увійшов до складу Ради ICANN, ставши незабаром її головою.
Обраний президентом Асоціації обчислювальної техніки (Association for Computing Machinery, ACM) у травні 2012.
Серф вчився в Ван Найській середній школі в Лос-Анджелосі з Джоном Постелом і Стівом Крокером, які відіграли важливу роль у створенні Інтернету.

## Життя і кар'єра
Серф народився в Нью-Гейвен, штат Коннектикут, мати — Мюріель (уроджена Грей), домогосподарка, батько — Вінтон Терстон Серф, авіаційний інженер. Перше місце роботи Серфа після здобуття ступеня бакалавра з математики в Стенфордському університеті було в IBM, де він працював протягом двох років (1965—1967) як системний інженер підтримки інтерактивної мови програмування QUIKTRAN.
Він залишив IBM і вступив до аспірантури в Каліфорнійському університеті, де він здобув ступінь магістра в 1970 році і ступінь доктора філософії в 1972 році. Під час навчання в аспірантурі під керівництвом професора Джеральда Естріна Вінт Серф також працював у групі професора Леонарда Кляйнрока, яка займалась передачею пакетів даних в мережах і з'єднала перші два вузли ARPANET, попередниці Інтернету, Серф вніс вклад в створення хост-хост протоколу для ARPANET. Навчаючись в Каліфорнійському університеті, він познайомився з Робертом Каном, який розробляв апаратну архітектуру ARPANET. Здобувши ступінь доктора філософії, Серф у 1972—1976 рр. був асистентом професора Стенфордського університету, де він провів дослідження протоколів взаємодії мереж з комутацією пакетів, а також спільно з Робертом Каном розробив стек протоколів DoD TCP/IP. У 1976 р. Серф перейшов до DARPA, де він працював до 1982 р.

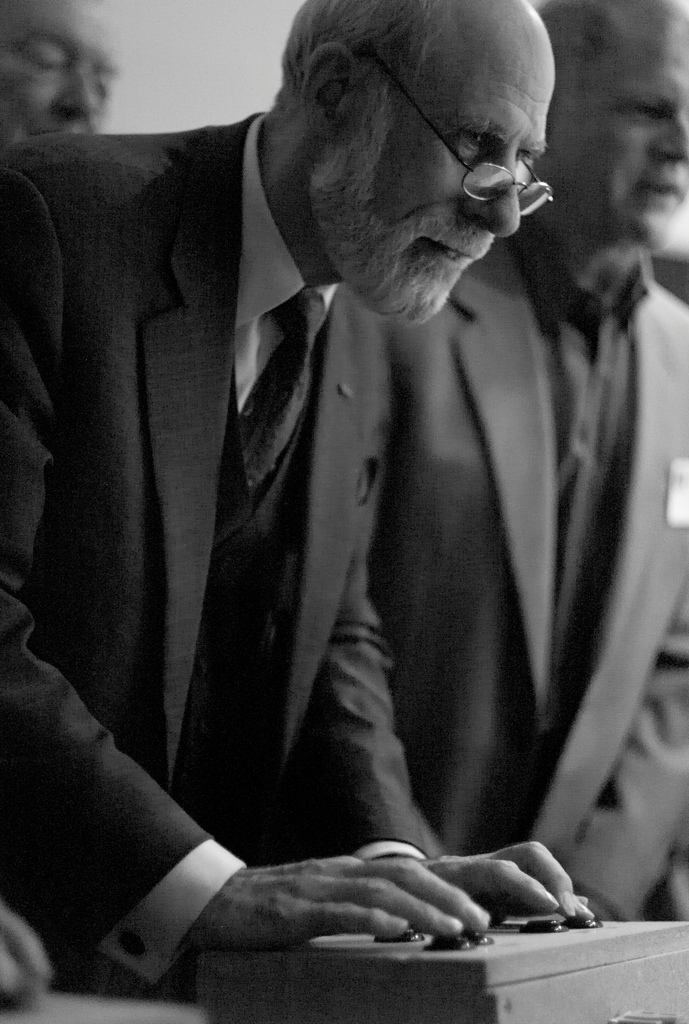
Серф грає в Spacewar! в музеї комп'ютерної історії, 2007 рік

Як віце-президент з конструкторських і технологічних питань (Vice President of Engineering) MCI Digital Information Services Corporation (дочірня компанія MCI Communications) з 1982—1986 рік, Серф керував розробкою MCI Mail, першої комерційної системи електронної пошти, підключеної до Інтернету. Серф повернувся у MCI в 1994 році і працював старшим віце-президентом з архітектури даних, старшим віце-президентом з інтернет архітектури та розробок, старшим віце-президентом з інтернет архітектури та технології (з вересня 1998 MCI Communications вже стала MCI WorldCom Corporation), очолюючи команди розробників архітектури та інженерів, які проєктували передові мережеві структури, включаючи засновані на Інтернеті рішення для доставки комбінації даних, інформації, голосу та відео для споживчого використання та бізнесу. На цих посадах він допомагав направляти корпоративну стратегію розвитку з точки зору технічної перспективи.
1992 року Серф і Боб Кан стали співзасновниками Internet Society, завданням цієї організації є забезпечення керівництва в галузі освіти, політики та стандартів, пов'язаних з Інтернетом.
Протягом 1997 року входив до складу Ради піклувальників  Галлаудетського університету[недоступне посилання], університету для навчання глухих і слабочуючих, а у 2010 р. призначений в Раду партнерів (Board of Associates) університету. Серф сам є слабочуючим.
Серф працює в Google, як віце-президент і головний проповідник Інтернету з жовтня 2005 року. У цій ролі він став добре відомий своїми прогнозами про те, як технологія вплине на майбутнє суспільство, охоплюючи такі області, як штучний інтелект, захист навколишнього середовища, появу IPv6, перетворення індустрії телебачення і моделі його передачі.
З 2010 року працює уповноваженим Комісії з широкосмугового зв'язку для цифрового розвитку, органу ООН, який прагне зробити широкосмугові інтернет-технології більш доступними.
Серф став членом Ради директорів Інтернет корпорації з присвоєння імен і номерів (ICANN) в 1999 році і працював в ній до листопада 2007 року.
Серф був членом Консультативної ради з ІТ при президенті Болгарії Георгії Пирванові (з березня 2002 року по січень 2012 року). Він також є першим віце-президентом членом Консультативної ради Eurasia Group — організації, яка займається консалтингом з політичних ризиків.

## Часткова бібліографія

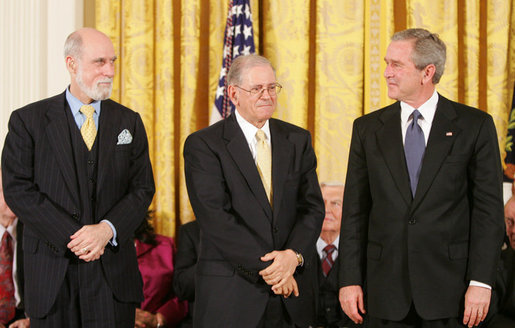
Серф і Кан з президентом США Джорджем В. Бушем на врученні Президентської медалі Свободи, 2005 рік

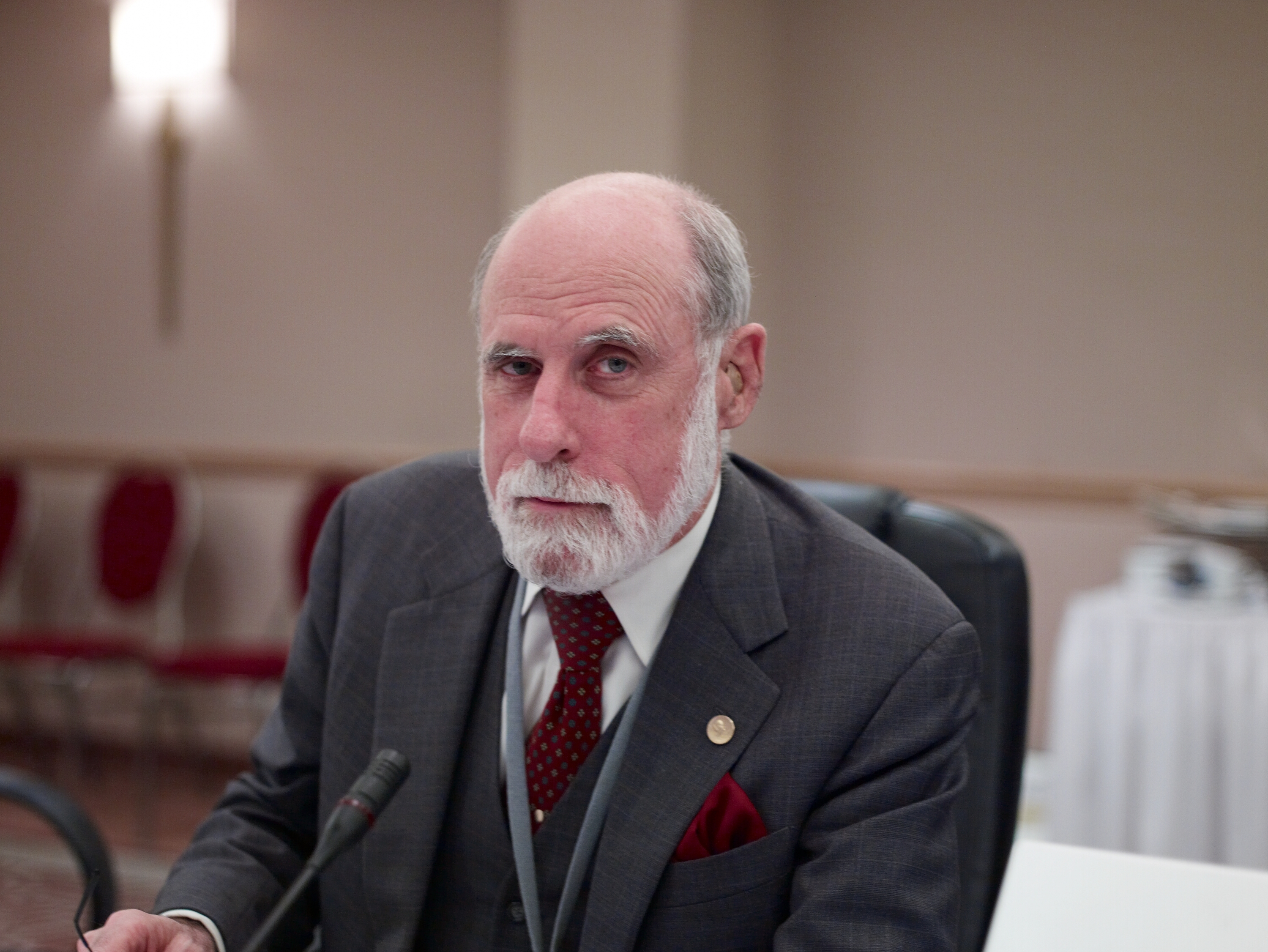
Серф на конференції ICANN, 2007 рік

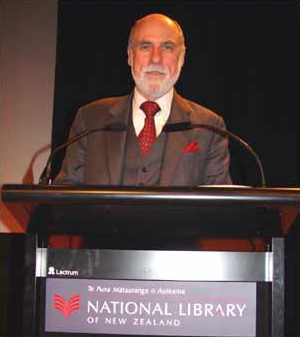
Серф у Національній бібліотеці Нової Зеландії.

### Автор
- Zero Text Length EOF Message (RFC 13, August 1969)
- IMP-IMP and HOST-HOST Control Links (RFC 18, September 1969)
- ASCII format for network interchange (RFC 20, October 1969)
- Host-host control message formats (RFC 22, October 1969)
- Data transfer protocols (RFC 163, May 1971)
- PARRY encounters the DOCTOR (RFC 439, January 1973)
- 'Twas the night before start-up (RFC 968, December 1985)
- Report of the second Ad Hoc Network Management Review Group, RFC 1109, August 1989
- Internet Activities Board, RFC 1120, September 1989
- Thoughts on the National Research and Education Network, RFC 1167, July 1990
- Networks, Scientific American Special Issue on Communications, Computers, and Networks, September, 1991
- Guidelines for Internet Measurement Activities, October 1991
- A VIEW FROM THE 21ST CENTURY, RFC 1607, April 1, 1994
- An Agreement between the Internet Society and Sun Microsystems, Inc. in the Matter of ONC RPC and XDR Protocols, RFC 1790, April 1995
- I REMEMBER IANA, RFC 2468, October 17, 1998
- Memo from the Consortium for Slow Commotion Research (CSCR, RFC 1217, April 1, 1999
- The Internet is for Everyone, RFC 3271, April 2002

### Співавтор
- Vinton Cerf, Robert Kahn, A Protocol for Packet Network Intercommunication (IEEE Transactions on Communications, May 1974)
- Vinton Cerf, Y. Dalal, C. Sunshine, Specification of Internet Transmission Control Program (RFC 675, December 1974)
- Vinton Cerf, Jon Postel, Mail transition plan (RFC 771, September 1980)
- Vinton Cerf, K.L. Mills Explaining the role of GOSIP, RFC 1169, August 1990
- Clark, Chapin, Cerf, Braden, Hobby, Towards the Future Internet Architecture, RFC 1287, December 1991
- Vinton Cerf et al., A Strategic Plan for Deploying an Internet X.500 Directory Service, RFC 1430, February 1993
- Vinton Cerf & Bob Kahn, Al Gore and the Internet, 2000-09-28[26]
- Vinton Cerf et al., Internet Radio Communication System July 9, 2002, U.S. Patent 6,418,138 [Архівовано 20 травня 2013 у Wayback Machine.]
- Vinton Cerf et al., System for Distributed Task Execution June 3, 2003, U.S. Patent 6,574,628 [Архівовано 20 травня 2013 у Wayback Machine.]
- Vinton Cerf et al., Delay-Tolerant Networking Architecture (Informational Status), RFC 4838, April 2007